# Yoann Gourcuff
Yoann Miguel Gourcuff (pronunție în franceză [jɔ.an ɡuʁ.kyf]; n. 11 iulie 1986, Lorient, Lorient Agglomération⁠(d), Franța) este un fost jucător francez de fotbal. De obicei el joacă pe postul de mijlocaș, dar poate juca și ca al doilea atacant.
Yoann este fiul lui Christian Gourcuff,, antrenorul celor de la FC Lorient, unde Yoann și-a început cariera. În 2001 el și-a urmat tatăl și a semnat cu Rennes. După ce a progresat de la grupele de juniori și a ajuns la echipa mare, Gourcuff a ajuns foarte repede unul dintre favoriții fanilor, iar realizările sale individule au atras atenția cluburilor din străinătate, care a dus la transferul său la AC Milan. Deoarece nu a reușit să se impună în primul 11 a fost împrumutat în țara sa natală, la Bordeaux. După un sezon plin de rezultate și realizări a semnat definitiv cu Bordeaux. Stilul de joc și calitățile i-au adus comparația cu legenda Zinedine Zidane.
Pe 23 august 2010, clubul francez Olympique Lyonnais a confirmat că a ajuns la o înțelegere cu Bordeaux pentru transferul lui Gourcuff. După ce a trecut cu succes vizita medicală, pe 24 august Gourcuff a semnat un contract pe termen cinci sezoane cu Lyon. Suma de transfer este 22 de milioane de euro, care va fi achitată în trei rate până pe 31 decembrie 2012.

## Statistici carieră

### Club
La 26 ian 2014..
| Club         | Sezon        | Campionat | Campionat | Campionat  | Cupă     | Cupă   | Cupă       | Europa   | Europa | Europa     | Total    | Total  | Total      |
| Club         | Sezon        | Apariții  | Goluri    | Assist-uri | Apariții | Goluri | Assist-uri | Apariții | Goluri | Assist-uri | Apariții | Goluri | Assist-uri |
| ------------ | ------------ | --------- | --------- | ---------- | -------- | ------ | ---------- | -------- | ------ | ---------- | -------- | ------ | ---------- |
| Rennes       | 2003–04      | 9         | 0         | 1          | 1        | 0      | 0          | —        | —      | —          | 10       | 0      | 1          |
| Rennes       | 2004–05      | 21        | 0         | 1          | 2        | 0      | 0          | —        | —      | —          | 23       | 0      | 1          |
| Rennes       | 2005–06      | 36        | 6         | 4          | 6        | 0      | 2          | 5        | 0      | 1          | 42       | 6      | 7          |
| Total        | Total        | 66        | 6         | 6          | 9        | 0      | 2          | 5        | 0      | 1          | 80       | 6      | 9          |
| Milan        | 2006–07      | 21        | 1         | 3          | 4        | 0      | 0          | 9        | 1      | 2          | 33       | 2      | 5          |
| Milan        | 2007–08      | 15        | 1         | 2          | 2        | 0      | 0          | 3        | 0      | 0          | 18       | 1      | 2          |
| Total        | Total        | 36        | 2         | 5          | 6        | 0      | 0          | 12       | 1      | 2          | 54       | 3      | 7          |
| Bordeaux     | 2008–09      | 37        | 12        | 8          | 5        | 1      | 4          | 7        | 2      | 3          | 49       | 15     | 15         |
| Bordeaux     | 2009–10      | 29        | 6         | 7          | 6        | 1      | 1          | 8        | 2      | 2          | 43       | 9      | 10         |
| Bordeaux     | 2010–11      | 3         | 0         | 1          | 0        | 0      | 0          | —        | —      | —          | 3        | 0      | 1          |
| Total        | Total        | 69        | 18        | 16         | 11       | 2      | 5          | 15       | 4      | 5          | 95       | 24     | 26         |
| Lyon         | 2010–11      | 27        | 3         | 5          | 2        | 0      | 0          | 7        | 1      | 0          | 36       | 4      | 5          |
| Lyon         | 2011–12      | 13        | 2         | 2          | 5        | 0      | 0          | 5        | 0      | 0          | 23       | 2      | 2          |
| Lyon         | 2012–13      | 14        | 2         | 3          | 2        | 0      | 2          | 3        | 1      | 2          | 19       | 3      | 7          |
| Lyon         | 2013–14      | 12        | 3         | 5          | 3        | 2      | 1          | 4        | 1      | 1          | 19       | 6      | 7          |
| Total        | Total        | 66        | 10        | 15         | 9        | 2      | 3          | 19       | 3      | 3          | 97       | 18     | 21         |
| Career total | Career total | 232       | 38        | 44         | 35       | 4      | 10         | 46       | 8      | 11         | 314      | 49     | 63         |

### Internațional
La 27 mai 2012..
| Echipa națională | Sezon   | Meciuri | Goluri | Asisturi |
| ---------------- | ------- | ------- | ------ | -------- |
| Franța           | 2008–09 | 11      | 1      | 5        |
| Franța           | 2009–10 | 11      | 0      | 2        |
| Franța           | 2010–11 | 6       | 3      | 1        |
| Franța           | 2011–12 | 1       | 0      | 0        |
| Total            | Total   | 29      | 4      | 8        |

#### Goluri internaționale
| # | Data              | Stadion                                  | Oponent   | Scor  | Rezultat | Competiția                                             |
| - | ----------------- | ---------------------------------------- | --------- | ----- | -------- | ------------------------------------------------------ |
| 1 | 11 octombrie 2008 | Stadionul Farul, Constanța, România      | România   | 2 – 2 | 2–2      | Calificările pentru Campionatul Mondial de Fotbal 2010 |
| 2 | 9 octombrie 2010  | Stade de France, Paris, Franța           | România   | 2 – 0 | 2–0      | Preliminariile Campionatului European de Fotbal 2012   |
| 3 | 12 octombrie 2010 | Stade Saint-Symphorien, Metz, Franța     | Luxemburg | 2 – 0 | 2–0      | Preliminariile Campionatului European de Fotbal 2012   |
| 4 | 25 martie 2011    | Stade Josy Barthel, Luxemburg, Luxemburg | Luxemburg | 2 – 0 | 2–0      | Preliminariile Campionatului European de Fotbal 2012   |

## Palmares

### Club
Rennes
- Coupe Gambardella (1): 2003

Milan
- Liga Campionilor UEFA (1): 2006-07
- Supercupa Europei (1): 2007
- Campionatul Mondial al Cluburilor FIFA (1): 2007

Bordeaux
- Ligue 1 (1): 2008–09
- Coupe de la Ligue (1): 2008–09
- Trophée Des Champions (2): 2008, 2009

Lyon
- Coupe de France (1): 2011–12
- Trophée Des Champions (1): 2012

### Internațional
Franța
- UEFA European Under-19 Football Championship: 2005

### Individual
- Ligue 1 Player of the Year: 2008–09
- Ligue 1 Team of the Year: 2008–09, 2009–10
- Ligue 1 Goal of the Year: 2008–09[16]
- France Football French Player of the Year: 2009
- UNFP Player of the Month: martie 2006,[17] April 2009[18]